# لاك أون (لعبة فيديو 1986)
لاك-أون (بالإنجليزية: Lock-On)‏، هي لعبة فيديو يابانية من نوع إطلاق النيران، وهي من تطوير ونشر تاتسومي، وصدرت في الأسواق الأمريكية بإسم شركة داتا إيست اليابانية، صدرت اللعبة في صالات الألعاب عام 1986، بالإضافة إلى منصتي آي بي إم وأتاري إس تي.